# Resolução espectral
A resolução espectral de um espectrógrafo ou, de forma mais geral, de um espectro de frequência, é uma medida de sua habilidade de resolver características em um espectro eletromagnético. É normalmente denotada por {\displaystyle \Delta \lambda }, e está estreitamente relacionada ao poder de resolução do espectrógrafo, definido como
{\displaystyle R={\lambda  \over \Delta \lambda }},
onde {\displaystyle \Delta \lambda } é a menor diferença em comprimentos de onda que por ser distinguida em um comprimento de onda de {\displaystyle \lambda }. Por exemplo, o Space Telescope Imaging Spectrograph (STIS) pode distinguir características com diferença de 0,17 nm em um comprimento de onda de 1000 nm, conferindo-lhe uma resolução de 0,17 nm e um poder de resolução de cerca de 5 900. Um exemplo de espectrógrafo de alta resolução é o Cryogenic High-Resolution IR Echelle Spectrograph (CRIRES), instalado no Very Large Telescope do Observatório Europeu do Sul (ESO), que tem um poder de resolução espectral de mais de 100 000.

## Efeito Doppler
A resolução espectral também pode ser expressa em termos de quantidades físicas, como a velocidade; ela então descreve a diferença entre velocidades {\displaystyle \Delta v} que pode ser distinguida através do efeito Doppler. Então, a resolução é {\displaystyle \Delta v} e o poder de resolução é 
{\displaystyle R={c \over \Delta v}},
onde {\displaystyle c} é a velocidade da luz. O exemplo do STIS citado acima tem então uma resolução espectral de 51 km/s.

## Definição da IUPAC
A União Internacional de Química Pura e Aplicada (IUPAC) define a resolução em espectroscopia óptica como o número de onda, comprimento de onda ou diferença de frequência mínimos que podem ser distinguidos entre duas linhas em um espectro. O poder de resolução R é dado pelo número de onda, comprimento de onda ou frequência de transição divididos pela resolução.